# Amfilohije Radović
Amfilohije Radović (Servo-Kroatisch: Амфилохије Радовић; 7 januari 1938 - 30 oktober 2020) was een Montenegrijns bisschop van de Servisch-Orthodoxe Kerk, theoloog, universiteitsprofessor, auteur en vertaler. Hij was eerst de bisschop van de Banaat tussen 1985 en 1990, en vervolgens de grootstedelijke bisschop van Montenegro en de Littoral van 1990 tot zijn dood in 2020. Als metropolitaanse bisschop was hij de primaat van de Servisch-Orthodoxe Kerk in Montenegro. Hij was, naast Pavle en Irinej, een van de meest invloedrijke leiders van de Servische-Orthodoxe Kerk.
Meer dan 500 kerken en kloosters van de Servisch-Orthodoxe Kerk in Montenegro werden tijdens zijn bewind gebouwd of gereconstrueerd. Zijn bibliografie bestaat uit meer dan 1.000 items en zijn geselecteerde werken werden in 36 delen gepubliceerd.

## Levensloop

### Biografie
Amfilohije Radović werd in 1938 geboren als Risto Radović (Ристо Радовић) in een klein boerendorpje genaamd Bare Radovića. Hij was een van de vijftien kinderen uit het boerengezin van Ćira en Mileva Radović. Zijn moeder overleed toen hij amper een jaar oud was. Amfilohije's vader Ćira voedde zijn kinderen christelijk op, ondanks de heersende atheïstische leer van de Joegoslavische autoriteiten. Amfilohije werd ingeschreven voor het kerkelijk seminarie en bracht veel tijd in het dichtbijgelegen Morača-klooster.
Hij studeerde aan het Theologische Seminarie van Sint Sava in Belgrado. Naast theologische wetenschappen studeerde hij klassieke filologie aan de Faculteit der Wijsbegeerte in Belgrado. Hij vervolgde zijn postdoctorale studies in Bern en Rome. Van daaruit verhuisde hij naar Athene, waar hij tijdens zijn zevenjarige verblijf, naast zijn dagelijkse parochiediensten, zijn doctoraat ontving en zijn proefschrift ontwierp. In 1973 bracht hij een jaar door op de Oros Athos. Van 1974 tot 1976 werd hij uitgenodigd om les te geven aan het Russisch-Orthodoxe Instituut "St. Sergius" in Parijs, waar hij, naast de andere vijf talen die hij beheerste, ook Frans leerde.

### Overlijden
Op 7 oktober 2020 testte Amfilohije positief op het coronavirus. Alhoewel zijn gezondheid de daaropvolgende twee weken verbeterde, werd hij op 29 oktober kortademig. Hij stierf op 30 oktober 2020 in Podgorica, op 82-jarige leeftijd.